# 中野区立北原小学校
中野区立北原小学校（なかのくりつ きたはらしょうがっこう）は東京都中野区野方6丁目にある区立小学校。

## 沿革
- 1936年（昭和11年）4月1日 - 東京市野方北原尋常小学校として開校。
- 1941年（昭和16年）4月 - 国民学校令により、東京市北原国民学校と改称。
- 1942年（昭和17年）10月26日 - 校歌（旧）制定。
- 1943年（昭和18年）
  - 3月23日 - プール完成。
  - 7月 - 東京市と東京府が統合した東京都発足（東京都制施行）により、東京都北原国民学校と改称。
- 1947年（昭和22年）4月1日 - 学制改革により、中野区立北原小学校と改称。
- 1948年（昭和23年）3月21日 - PTA発足。
- 1950年（昭和25年）9月 - 完全給食開始。
- 1951年（昭和26年）11月3日 - 開校15周年記念式典挙行し、新校歌発表。
- 1953年（昭和28年）3月 - 校庭をアスファルト塗装。
- 1961年（昭和36年）
  - 5月28日 - 漏電により、図書室が全焼する。
  - 11月 - 開校25周年記念式典挙行。
- 1964年（昭和39年）3月 - 校旗新調。
- 1966年（昭和41年） - 開校30周年記念式典挙行。
- 1969年（昭和44年）3月 - 第一次鉄筋校舎完成。
- 1970年（昭和45年）4月 - 中野区肢体不自由児訪問学級設置。
- 1971年（昭和46年）
  - 3月 - 第二次鉄筋校舎完成。
  - 9月 - 校庭改装（ウォークトップ）。
- 1973年（昭和48年）5月 - 第三次鉄筋校舎完成。
- 1976年（昭和51年）11月 - 開校40周年記念式典挙行。
- 1980年（昭和55年）6月 - 屋上人工芝（300㎡）設置。
- 1982年（昭和57年） - 中野区肢体不自由児訪問学級閉鎖。
- 1986年（昭和61年）12月24日 - 開校50周年記念式典とタイムカプセル収納の両式典挙行。
- 1989年（平成元年）2月 - 多目的室完成。
- 1996年（平成8年）11月 - 開校60周年記念式典挙行。
- 1997年（平成9年）7月 - コンピュータ室設置。
- 1998年（平成10年）6月 - プールフェンスと図書室冷暖房機取付工事。
- 1999年（平成11年）2月 - プールシャワー温水化工事。
- 2000年（平成12年）8月 - ランチルーム（現:少人数指導教室）新設。
- 2003年（平成15年）
  - 6月17日 - 教室に冷房設備設置。
  - 9月 - インターネット接続工事実施。
- 2006年（平成18年）12月2日 - 開校70周年記念式典挙行。
- 2009年（平成21年）9月 - 校庭と屋上を芝生化する。
- 2014年（平成26年）8月 - 図工室に冷房設備設置。
- 2016年（平成28年）
  - 4月 - 特別支援教室設置。
  - 9月 - 体育館床・壁塗装、照明LED化。
  - 10月 - 校旗新調（80周年祝う会より寄贈）。
  - 12月3日 - 開校80周年記念式典挙行。
- 2017年（平成29年）
  - 4月 - 特別教室（理科室・理科準備室）に冷房設備設置。
  - 7月 - 特別支援教室に冷房設備設置。
- 2018年（平成30年）8月 - トイレと給食室の改修工事実施。

## 通学区域
出典
- 野方3丁目（20番～26番・28番～30番）
- 野方4丁目（21番～24番・46番）
- 野方5丁目（1番～5番・10番～35番）
- 野方5丁目（7番(6号～17号)）
- 野方6丁目（全域）
- 若宮1丁目（4番(12号～20号)・5番・6番・7番(10号～14号)・8番(7号～13号)・9番・10番・11番(5号～14号)・12番～59番）
- 鷺宮1丁目（1番～5番・7番～13番・22番・23番）

## 進学先中学校
出典
- 中野区立緑野中学校

## アクセス
- 西武鉄道新宿線野方駅（北口）から、徒歩約175m・約3分。
  - なお、野方駅北口から学校敷地までは最短で約100mほどだが、道路と校門との位置関係で、やや遠回りとなる。
  - また、関東バス「中01」・「中01-1」・「宿05」の各系統の「野方駅」停留所1番のりば（中野野方五丁目郵便局がある「野方WIZ」付近・環七通り沿い）までは、徒歩約345m・約6分と約2倍の距離・所要時間となる。

## 学校周辺
- 関根歯科医院 - 敷地が隣接
- スーパーサカガミ野方店
- 西京信用金庫野方支店
- 西武新宿線野方駅
- このほかは、中小規模のマンション・アパートなどの住宅が広がるほか、西武新宿線野方駅が近いため、コンビニや飲食店なども点在する。